# 10045 Dorarussell
10045 Dorarussell eller 1985 RJ3 är en asteroid i huvudbältet som upptäcktes den 6 september 1985 av den belgiske astronomen Henri Debehogne vid La Silla-observatoriet. Den är uppkallad efter författaren Dora Oake Russell.
Den har en diameter på ungefär 16 kilometer och den tillhör asteroidgruppen Themis.